# Romstad
Romstad är ett villaområde i Karlstad invid Klarälven. 
På Romstad finns tre förskolor, en skola och två fotbollsplaner som fotbollslaget QBIK har som träningsplaner. 
Till Karlstads centrum är det 2 km och dit går lokalbussarna nummer 7 och nummer 5.